# Odranski Obrež
Odranski Obrež falu Zágráb közigazgatási területén Horvátországban, a főváros déli részén. Ma Zágráb Brezovica városnegyedéhez tartozik.

## Fekvése
Zágráb városközpontjától 11 km-re délre, a Száva-Odra csatorna déli partján fekszik.

## Története
Obrež falu már a középkorban is létezett, valószínűleg a nagy területű brezovica-okići uradalomhoz tartozott. A 18. században még öt falu állt ezen a helyen: Dolni- és Gorni-Obres, valamint Konska, Mihailo Selo és Stermec.
Az első katonai felmérés térképén „Dolni Obries” és „Gornie Obries” néven található. Lipszky János 1808-ban Budán kiadott repertóriumában „Obres (Dolnya és Gornya)” néven szerepel. Nagy Lajos 1829-ben kiadott művében „Obres” néven 44 házzal és 396 katolikus lakossal találjuk.
1857-ben 348, 1910-ben 711 lakosa volt. Zágráb vármegye Szamobori járásához tartozott. 1941 és 1945 között a Független Horvát Állam része volt, majd a szocialista Jugoszlávia fennhatósága alá került. 1991-től a független Horvátország része. 1991-ben lakosságának 99%-a horvát nemzetiségű volt. 2011-ben 1578 lakosa volt.

## Népessége
| Lakosság változása | Lakosság változása | Lakosság változása | Lakosság változása | Lakosság változása | Lakosság változása | Lakosság változása | Lakosság változása | Lakosság változása | Lakosság változása | Lakosság változása | Lakosság változása | Lakosság változása | Lakosság változása | Lakosság változása | Lakosság változása |
| ------------------ | ------------------ | ------------------ | ------------------ | ------------------ | ------------------ | ------------------ | ------------------ | ------------------ | ------------------ | ------------------ | ------------------ | ------------------ | ------------------ | ------------------ | ------------------ |
| 1857               | 1869               | 1880               | 1890               | 1900               | 1910               | 1921               | 1931               | 1948               | 1953               | 1961               | 1971               | 1981               | 1991               | 2001               | 2011               |
| 348                | 427                | 460                | 602                | 659                | 711                | 748                | 984                | 1.101              | 1.151              | 1.184              | 1.211              | 1.302              | 1.466              | 1.406              | 1.578              |

## Nevezetességei
- Szent Anna tiszteletére szentelt római katolikus temploma.
- Védett kulturális emlék a Sv. Ana utca 2. szám alatti, a 20. század elején épített fa családi ház.

## Kultúra
KUD Sveta Ana kulturális és művészeti egyesület. Az egyesületet 2002-ben KUD „OS“ Odranski Obrež - Odranski Strmec néven alapították. 2005 őszén megváltoztatta nevét KUD "St. Ana ” névre. Az egyesületnek ma 70 állandó tagja van, melyből 50 tag 5 és 25 év közötti gyermek és fiatal. Négy szekcióból áll: két tamburacsoport, két tánccsoport, egy énekkar és egy hímző kézimunkacsoport.

## Oktatás
A falu iskolája 1908-ban kezdte meg működését, az iskolaépület 1910-ben épült. 1963-ban a brezovicai általános iskolához csatolták.

## Sport
Az NK Dinamo Odranski Obrež labdarúgóklubot 1962-ben alapították.

## Egyesületek
- A DVD Odranski Obrež önkéntes tűzoltó egyesületet 1957-ben alapították
- LD Sveti Hubert vadásztársaság